# الرياضة في الولايات المتحدة

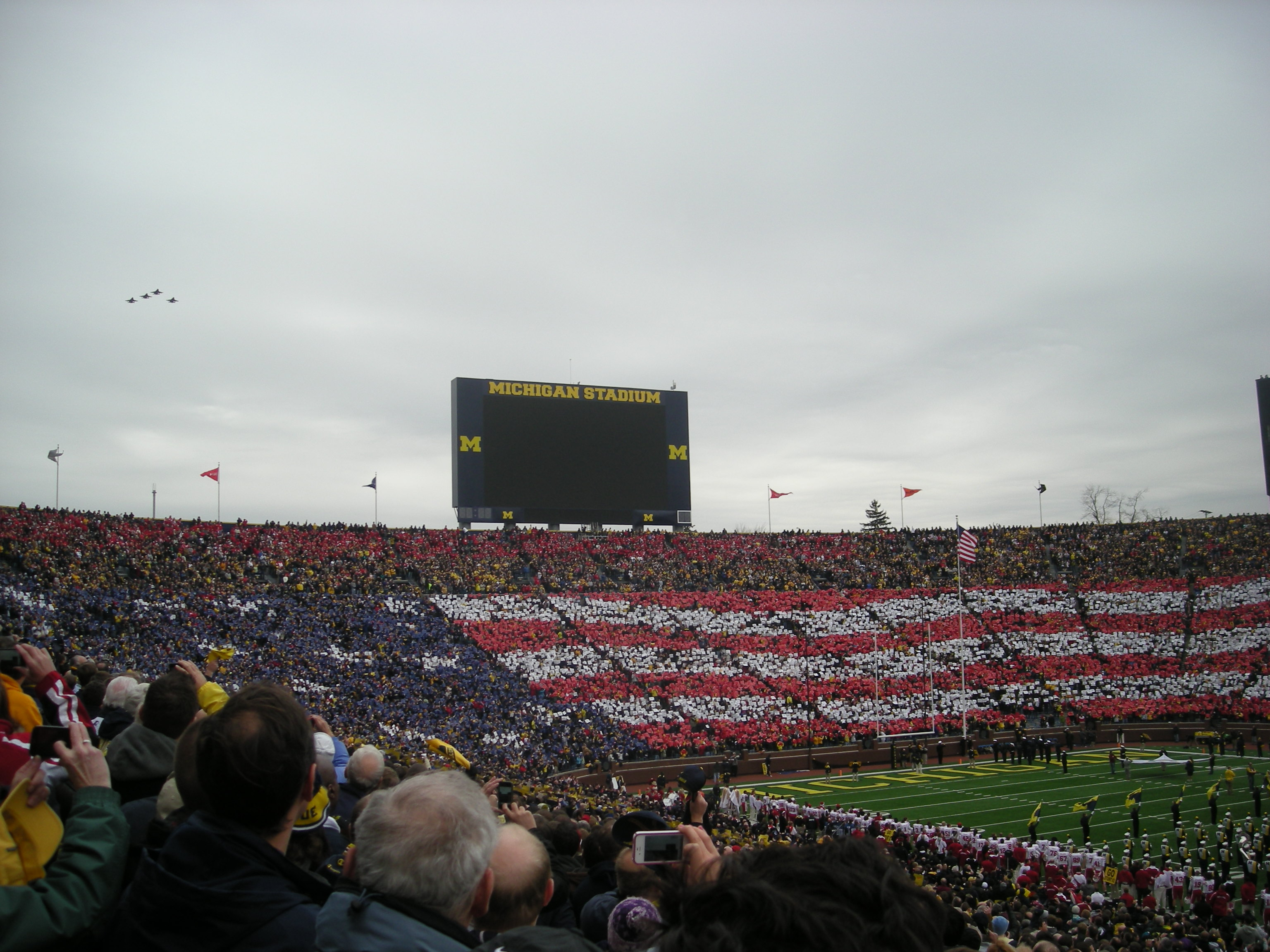
جماهير تصمم العلم الأمريكي بحمل كارتات صغيرة بالترتيب تتب قدم الطائرات بعد عزف النشيد الوطني بكرة القدم الأمريكية

تشكل الرياضة في الولايات المتحدة جزءاً مهماً من ثقافة الولايات المتحدة. الرياضات الأربعة الأكثر شعبية هي تلك التي تكونت وتطورت في أمريكا الشمالية: مثل كرة القدم الأمريكية والبيسبول وكرة السلة وهوكي الجليد. بطولات الدوريات الكبرى لكل من هذه الرياضات هي دوري كرة القدم الوطنية (NFL) ودوري البيسبول الأمريكي (MLB)، والرابطة الوطنية لكرة السلة (NBA)، ودوري الهوكي الوطني (NHL) وتتمتع وسائل الاعلام الضخمة بحقوق البث لهذه الدوريات.
ثلاثة من هذه البطولات فيها مشاركة فريق أو فريقين كنديين لتمثيل المدن الكندية، والأربعة هم من بين الاتحادات الرياضية الأكثر ربحاً في العالم. كرة القدم هي أقل شعبية كرياضة من حيث المتابعة في الولايات المتحدة مما هي عليه في العديد من البلدان الأخرى ولكن شعبية كرة القدم بازدياد ملحوظ بسبب تطور وتفوق الفرق الأمريكية على الصعيد العالمي ويذكر أن منتخبي الولايات المتحدة للسيدات هو بالترتيب الأول في العالم وفريق الرجال الذي يصنف من أول 20 فريق عالمي في الفيفا أيضا تسجل مشاركة واسعة في مستويات الهواة وشبه المحترفين، لا سيما بين الشباب والمنحدرين من أصل أمريكا اللاتينية، حيث أن الدوري الأمريكي لكرة القدم يجذب شعبية متزايدة ومن أسباب هذا هو جلب نجوم عالميين مثل ديفيد بيكهام الذي وقع مع فريق لوس أنجلوس جلاكسي وتييري هنري الذي إنضم إلى فريق نيويورك ريد بولز وغيرهما الكثير.
الفرق المحترفة في جميع الرياضية الكبرى يتم إدارتها ضمن الدوري المحلي الخاص. جميع البطولات الرياضية الكبرى تستخدم نفس النوع من الموعد المحدد مع البطولة مباراة فاصلة بعد انتهاء الموسم العادي وهي المباراة النهائية. بالإضافة إلى دوريات على مستوى كبير، هناك دوريات الجامعات وأبرزها الرابطة الوطنية لرياضة الجامعات ودوريات الدرجة الثانية التي يذهب خيرة لاعبوها إلى الدوريات الكبيرة.
وترتبط الرياضة بشكل خاص مع التعليم في الولايات المتحدة، مع معظم المدارس الثانوية والجامعات توجد الفرق الرياضية المنظمة لكل جامعة ومدرسة. الألعاب الرياضية للجامعات أكثر شعبية من غيرها من النشاطات. حيث أنها منظمة تحت أتحاد الرياضة الجامعية (NCAA).

## الألعاب الأولمبية
اللجنة الأولمبية الأمريكية هي المؤسسة الممثلة للولايات المتحدة في الألعاب الأولمبية، والولايات المتحدة هي الدولة الأكثر نجاحاً مقارنة بالدول الأخرى بسبب حملها لأكثر الميداليات الأولمبية في تاريخ دورة الألعاب الأولمبية، تحديدا 2,827 ميدالية اعتبارا من بعد دورة 2018 في كوريا الجنوبية.

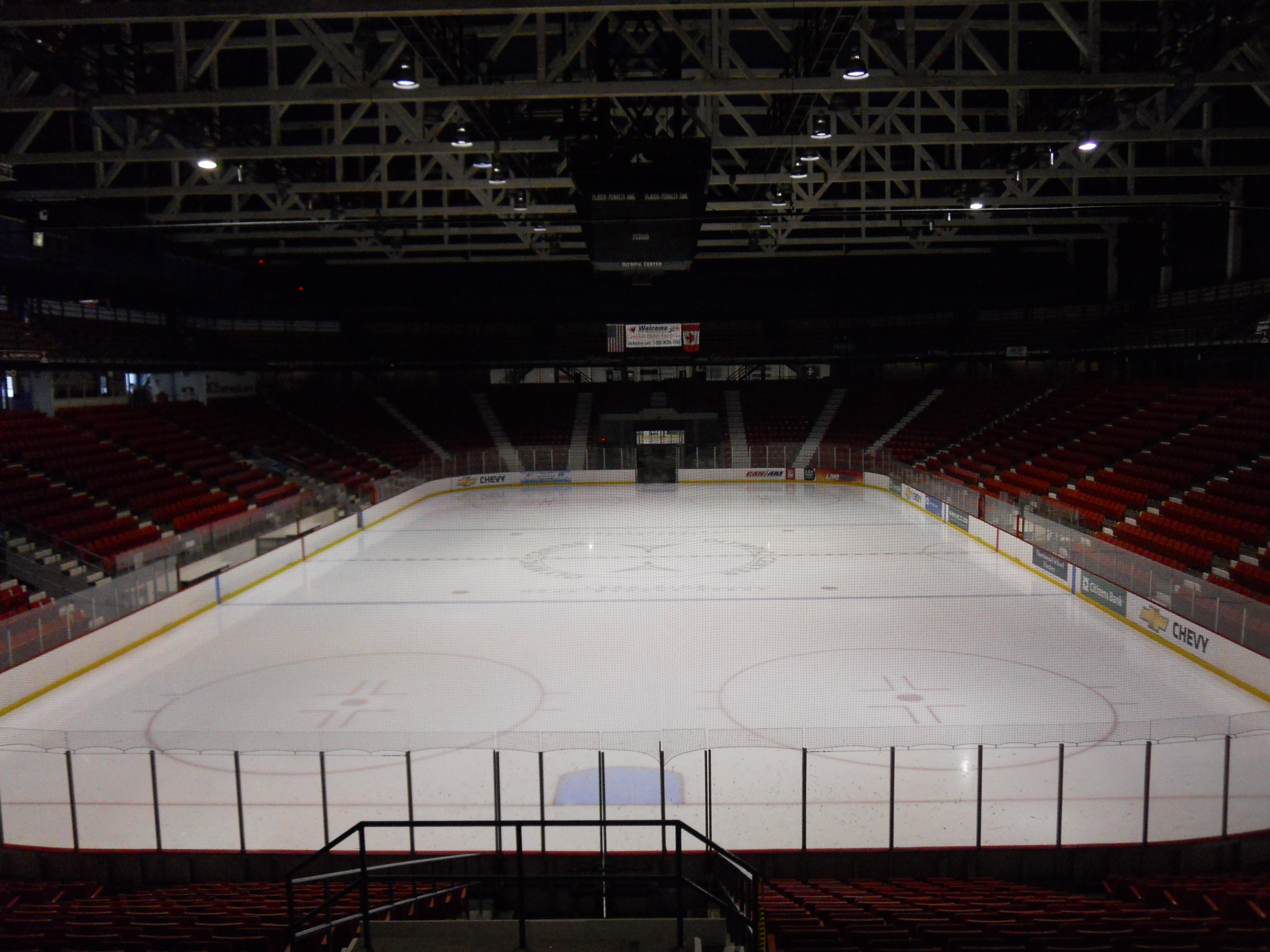
صالة هيرب بروكس في المركز الأولمبي في ليك بلاسيد في ولاية نيويورك، موقع مباراة الهوكي بين الولايات المتحدة والاتحاد السوفيتي الشهيرة باسم المعجزة على الجليد

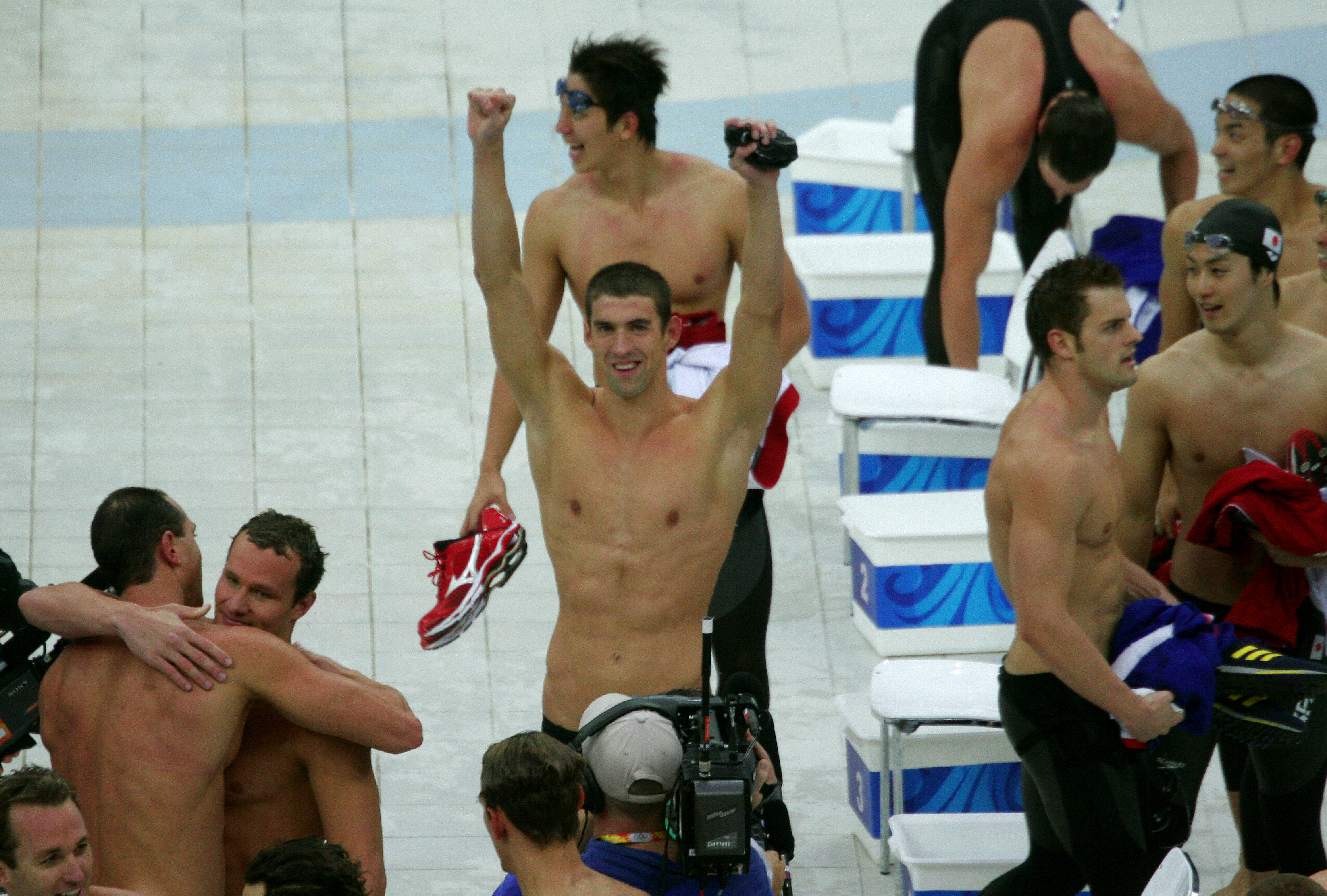
مايكل فيلبس يحتفل بميداليته الثامنة في الألعاب الأولمبية الصيفية 2008

## الرياضات الفرقية

### كرة القدم الأمريكية

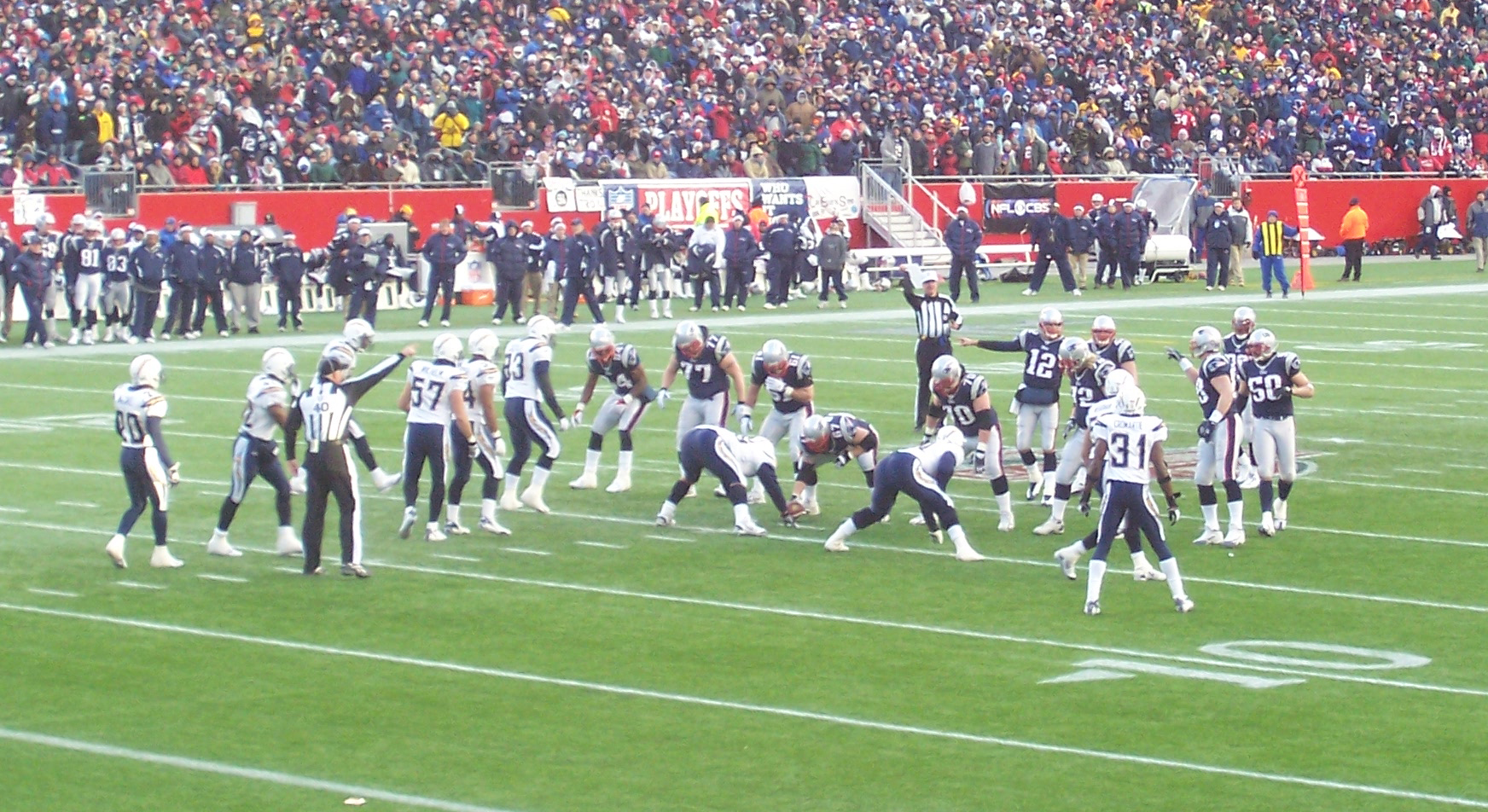
لقطة من مباراة فريق سان دييغو تشارجرز ونيو إنجلاند بيتريوتس في دوري كرة القدم الأمريكية

كرة القدم الأميركيةهي اكثر شعبية في ولاية متحدة الأمريكية ، والمعروفة داخل البلاد باسم كرة القدم، تحظى بأكبر عدد من المشاركين من أي رياضة أخرى على جميع المستويات مثل المدارس الثانوية  ومستويات الكلية. وازدادت شعبية كرة القدم الأمريكية عند توسيع دوري كرة القدم الأمريكية وإضافة فرق أخرى إلى أن أصبح عددها 32 فريق مقسمى إلى قسمين. وبعد 16 مباراة في الموسم يتأهل ستة فرق من كل قسم وتجرى التصفيات النهائية إلى أن يصل فريقين إلى المباراة النهائية والتي تسمى السوبر بول.
يشاهد الملايين من الأمريكيون دوري كرة القدم الأمريكية على مستوى الجامعات. وبطولة دوري كرة القدم الوطنية للمدارس الثانوية تحظى بشعبية كبيرة أيظاً. حيث يشجع الطلاب والخريجين عموماً فرق جامعاتهم بحماسة.
تعتبر السوبر بول التي تقام في أول يوم أحد من شهر فبراير أكبر حدث رياضي سنوي يقام في الولايات المتحدة. وتحظى السوبر بول نفسها دائماً بأعلى مشاهدة ومتابعة تلفزيونية. هنالك أيظاً دوري كرة القدم الأمريكية داخل الصالات ويتابعه عدد كبير من المشاهدين أيظاً.

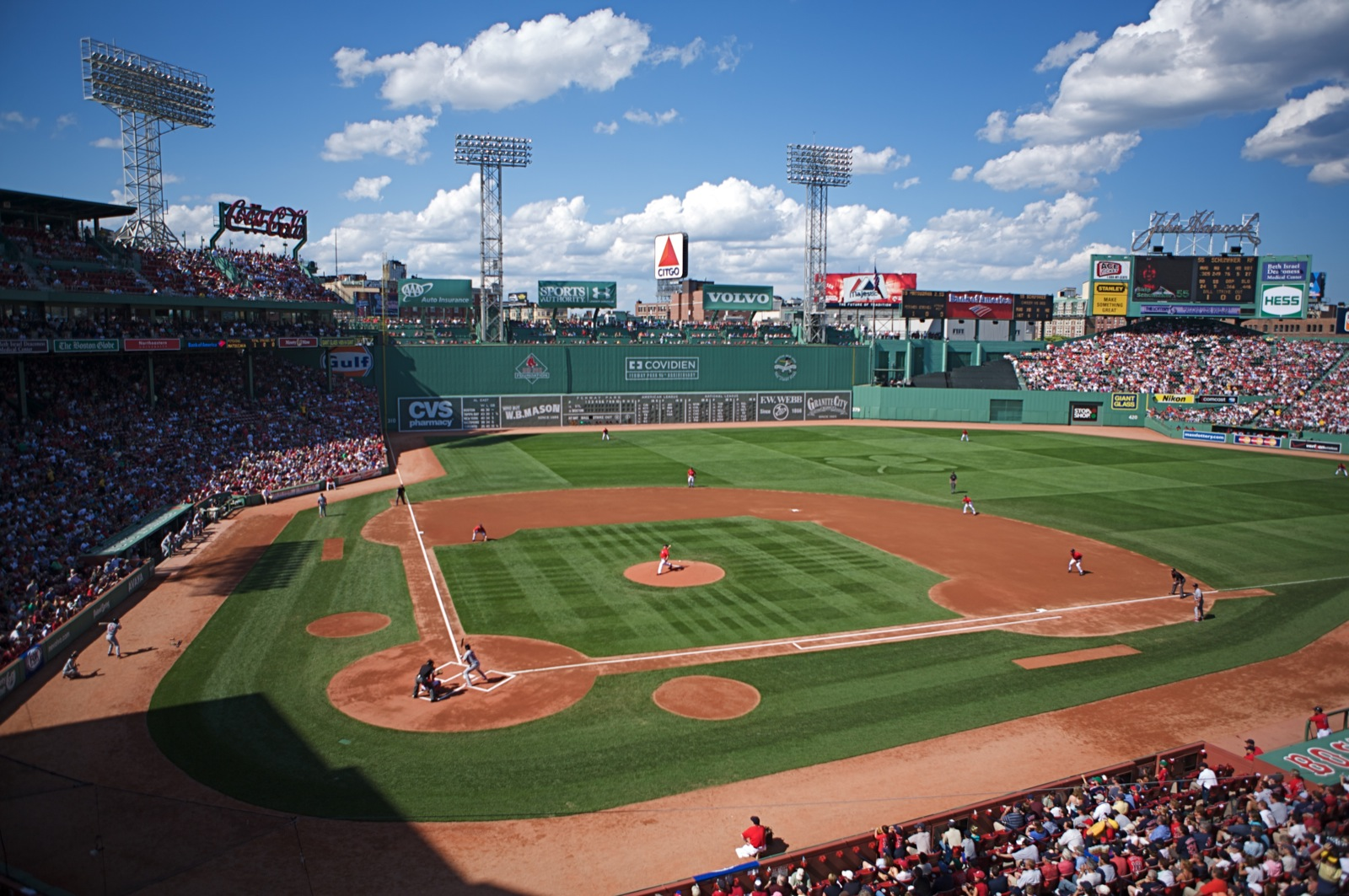
فينواي بارك في بوسطن هو أقدم ملعب في دوري البيسبول الأمريكي

### كرة القاعدة
البيسبول أو كرة القاعدة كما تسمى باللغة العربية هي من أشهر الرياضات في الولايات المتحدة  حيث يشاهد الملايين مباراة دوري كرة القاعدة الأمريكي النهائية التي تلعب مقسمة إلى سبعة مباريات والفريق الفائز بالعدد الأكبر من المباريات يفوز بلقب الدوري.
لعبة كرة القاعدة والكرة اللينة، تكون بعد  كرة القدم الأمريكية أكثر الرياضات شعبية في الولايات المتحدة ولكن خلافاً لكرة القدم الاميركية تحظى البيسبول أيضاً بشعبية في العديد من البلدان الأخرى، ولاسيما اليابان وكوريا الجنوبية وتايوان، ودول أمريكا اللاتينية مثل جمهورية الدومينيكان، كوبا، بورتوريكو والمكسيك وفنزويلا.

### كرة السلة

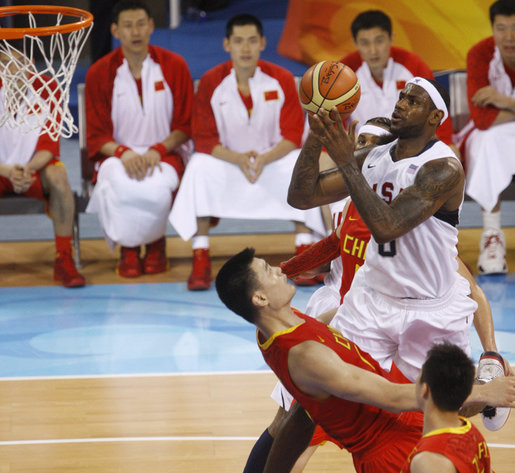
المنتخب الوطني للولايات المتحدة ضد المنتخب الصيني بمسابقة كرة السلة للرجال خلال دورة الألعاب الأولمبية الصيفية لعام 2008

اخترعت كرة السلة في عام 1891 في سبرينغفيلد بولاية ماساشوستس من قبل الكندي المولد معلم التربية البدنية جيمس نايسميث. وتأتي كرة السلة في المرتبة الثانية بعد كرة القدم الأمريكية. ومع ذلك، في ما يخص الوظائف الفنية والرياضية أو كرة السلة، ويأتي في المرتبة الثالثة.
الرابطة الوطنية لكرة السلة أو كما تعرف بالدوري الاميركي للمحترفين، واحدة من البطولات الرياضية الرئيسية في العالم ويعتبر الدوري الأمريكي أقوى دوري كرة السلة في العالم أجمع والمنتخب الأمريكي لكرة السلة هو المصنف الأول عالمياً وعادة تفوز الولايات المتحدة بالميدالة الذهبية بالأولمبياد وببطولة العالم. يحتوي الدوري الأمريكي لكرة السلة على 30 فريقا (29 فريقا في الولايات المتحدة و1 في كندا) وتلعب الموسم 82 مباراة من أكتوبر إلى يونيو. بعد الموسم العادي، ثمانية فرق من كل قسم تبدأ المنافسة في التصفيات لكأس بطولة لاري اوبراين لكرة السلة الرابطة الأمريكية.
منذ دورة الألعاب الأولمبية الصيفية عام 1992، بدأ لاعبو الدوري الاميركي للمحترفين تمثيل الولايات المتحدة في المسابقة الدولية وحصل على بطولات عديدة مهمة. يلقب المنتخب الأمريكي فريق الأحلام التي فازت بالميدالية الذهبية في دورة الألعاب الأولمبية عام 1992 وبعدها توالت الميداليات الذهبية بالقدوم. ومثل كرة القدم الأمريكية، كرة السلة في الجامعة وعلى صعيد المدارس الثانوية لها شعبية كبيرة في جميع أنحاء البلاد.

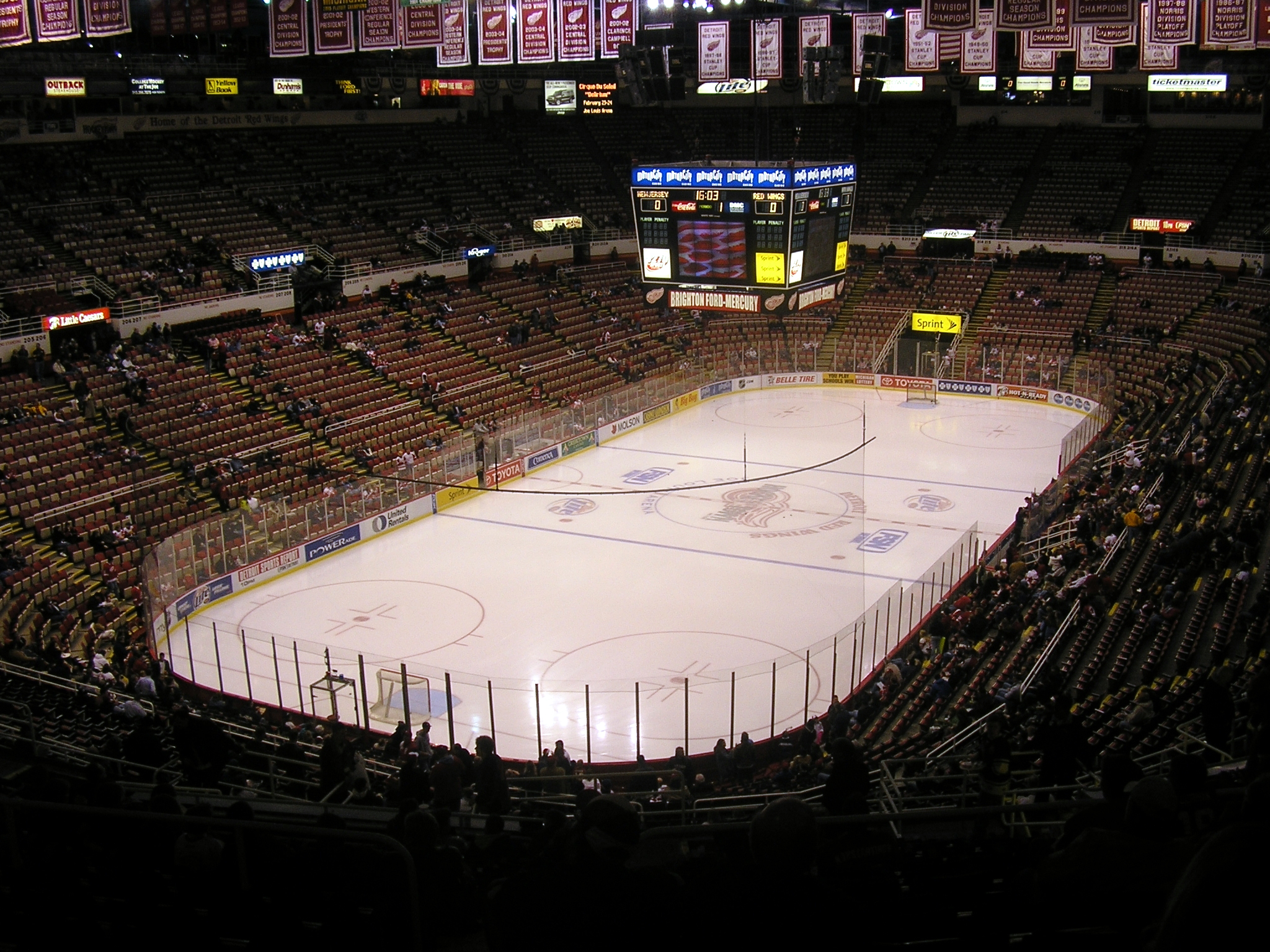
ملعب لفريق الهوكي بمدينة ديترويت

### الهوكي
هوكي الجليد هي رياضة شعبية أخرى في الولايات المتحدة. منشئها من أمريكا الشمالية، ويشار إلى هذه الرياضة بكل بساطة باسم «الهوكي». في الولايات المتحدة اللعبة تكثر شعبية هذه اللعبة في مناطق البلاد الباردة مثل وهي مدن نيو انغلاند والمدن القريبة من كندا بالإضافة إلى ولايات ألاسكا وكونيكتيكت، ولاية إيلينوي، ماساشوستس ومينيسوتا وميتشيغان، ونيو جيرسي ونيويورك وأوهايو وبنسلفانيا ورود آيلاند، وولاية ويسكونسن، وولاية داكوتا الشمالية ونيوهامبشير وفيرمونت، ومين. منذ التسعينات أصبحت لها شعبية على نحو متزايد ويرجع ذلك إلى التوسع في دوري الهوكي الوطني إلى مدن مثل اناهايم، كاليفورنيا وتامبا، فلوريدا ودالاس، تكساس ورالي، كارولاينا الشمالية وناشفيل، تينيسي وفينيكس، أريزونا.
دوري الهوكي في أمريكا الشمالية أو NHL، يتألف من 23 فريق مقرها الولايات المتحدة و7 فرق كندية للمنافسة على البطولى وعلى كأس ستانلي. البطولات المهمة الأخرى في الولايات المتحدة تشمل هوكي الجامعات الأمريكية أو ECHL.

### كرة القدم

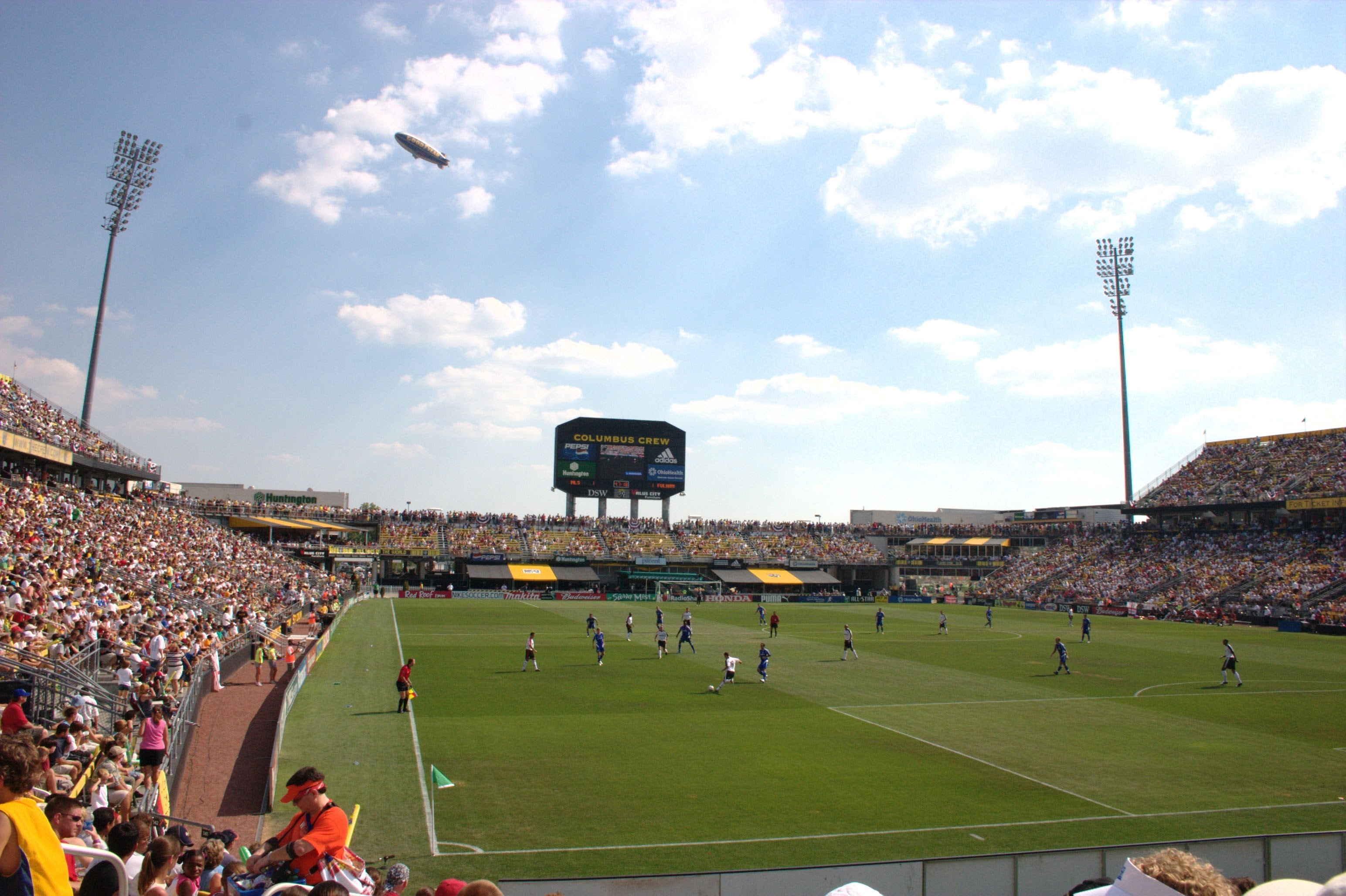
ملعب كولومبس أحد أول ملاعب كرة القدم في الولايات المتحدة

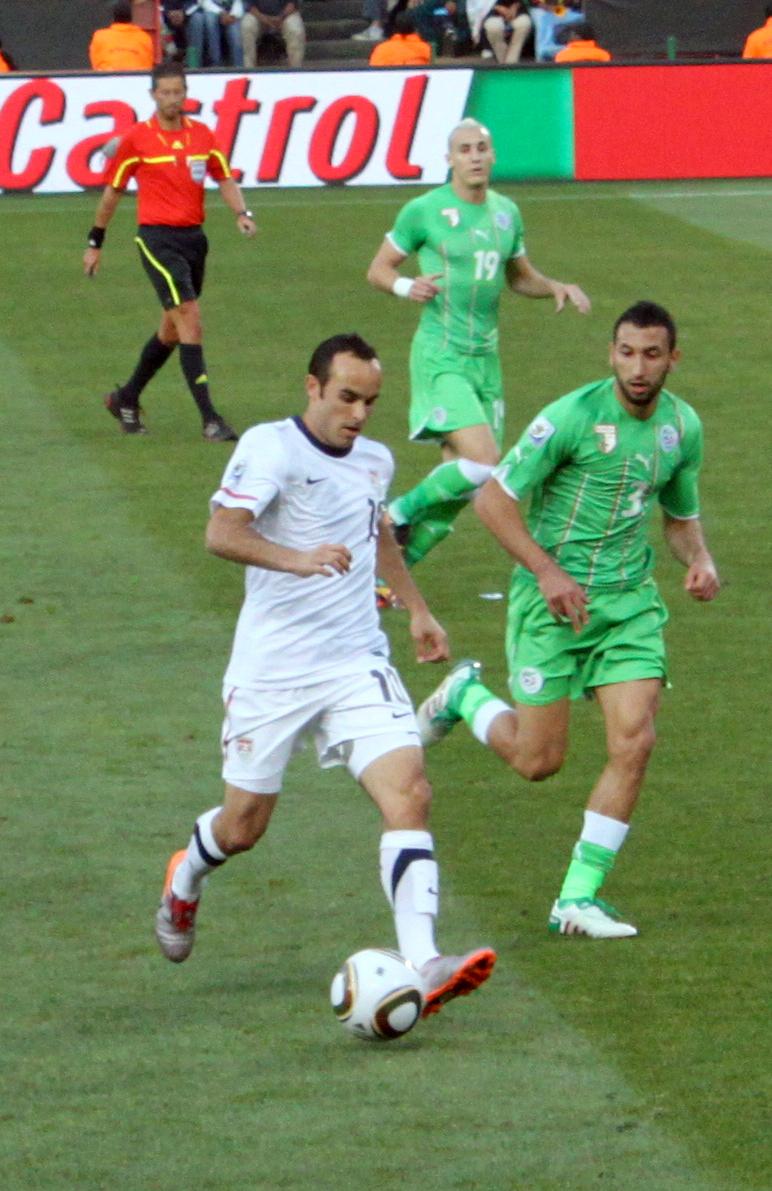
لاندون دونافون في مباراة المنتخب الأمريكي ضد الجزائر في كأس العالم 2010 التي سجل فيها هدفاً على الجزائر وقاد الولايات المتحدة إلى دور ال16

تأتي بالمرتبة الخامسة من حيث الشعبية ولكنها تنمو بشكل سريع وعلى نطاق كبير جداً حيث اكتسبت زيادة في السنوات الأخيرة، وتتمتع بشعبية كبيرة والرياضة للأطفال، على الرغم من أنها لم تصل بعد إلى الشهرة التي تتمتع بها هذه الرياضة في بلدان العالم الأخرى. حيث يحتل منتخب الولايات المتحدة للرجال الترتيب السابع عشر في تصنيف الفيفا الأخير ومنتخب الولايات المتحدة الأمريكية لكرة القدم للسيدات المصنف بالمرتبة الأولى على ترتيب الفيفا ويمثل هذان الفريقان الولايات المتحدة في مسابقات كرة القدم الدولية، ويتم التحكم فيها من قبل اتحاد كرة القدم الولايات المتحدة.
دوري كرة القدم الممتاز في الولايات المتحدة أو MLS واعتباراً من موسم 2012-2013 كان فيه 19 ناديا (16 من الولايات المتحدة، و3 من كندا)، مع خطط لإضافة فريق واحد على الأقل لموسم 2013. يكون جدول الدوري 34 مباراة لكل فريق تمتد من منتصف شهر مارس حتى نهاية تشرين الأول، مع التصفيات ونهائيي البطولة في تشرين الثاني. ويوجد أيظاً دوري الجامعات بكرة القدم للرجال والنساء.
و هناك لاعبين عالميين مشاهيير كانوا قد لعبوا في الدوري الأمريكي لكرة القدم ومنهم:
- بيليه
- أوزيبيو
- فرانز بيكنباور
- روبيرتو دونادوني
- جورج بست
- كارلوس فالديراما
- يوهان كرويف
- لوثار ماثيوس
- خريستو ستويتشكوف
- روبي كين
- فريدريك ليونغبرغ
- بيرت باتينود
- أليكسي لالاس
- إريك وينالدا
- براد فريدل

و حتى الآن من اللاعبين العالمين والأمريكان المشاهير الذين لعبوا أو لازالو يلعبون في الدوري الأمريكي لكر القدم ومنهم:
- براين مكبرايد
- ديفيد بيكام

- لاندون دونوفان
- كلينت ديمبسي
- ميكائيل برادلي

### لاكروس
اللاكروس هي رياضة فريق من أصل الهنود الحمر. على الرغم من أنها ليست رياضة شعبية جدا على الصعيد الوطني، لها شعبية كبيرة في منتصف المحيط الأطلسي، ومنطقة نيو انجلاند ويتم لعبها في ولايات الغرب الأوسط الأعلى وهي اكروس آخذة في التزايد في شعبية وطنية. ويوجد دوري موحد فيه قسم للرجال وقسم للسيدات على الصعيد الداخلي الأمريكي.

### الرغبي

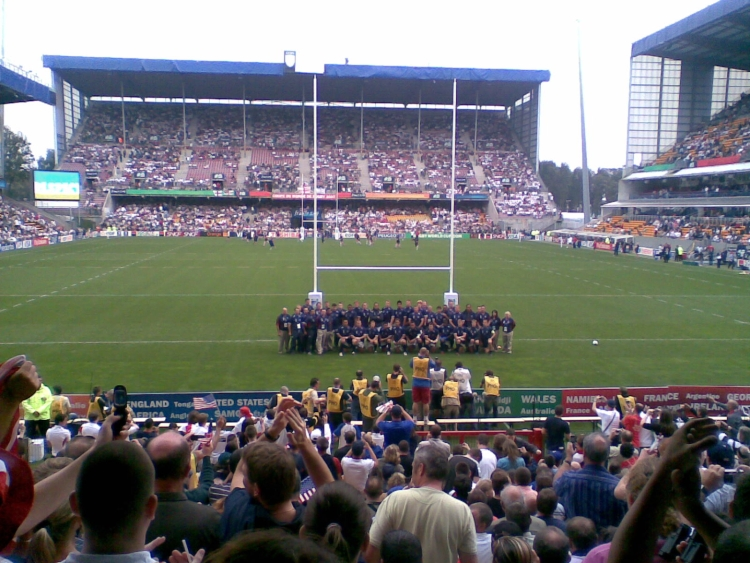
صورة للمنتخب الأمريكي للرغبي قبل مباراته بالرغبي مع المنتخب الإنكليزي

لعبت لعبة الركبي للترويح عن النفس لإنها لا تملك اتحاد كبير ومشهور في الولايات المتحدة، ورغم أنها ليست جزءاً من الاتحاد الأمريكي لرياضة الجامعات أو NCAA. هناك أكثر من 80,000 من اللاعبين المسجلين، أكثر من ربعم من النساء الراهن. وفي الآونة الأخيرة تم تشكيل المنتخب الوطني الأمريكي للمنافسة على كأس العالم للرغبي.
و قد نمت مشاركة لعبة الركبي في الولايات المتحدة بشكل ملحوظ في السنوات الأخيرة، نموا بنسبة 350٪ بين عامي 2004 و2011. دراسة استقصائية 2010 من قبل السلع الرياضية الوطنية رابطة مصنعي المرتبة الركبي والرياضة الأسرع نموا في الولايات المتحدة.
و يذكر أن إثنين من رؤساء الولايات المتحدة في العصر الحديث لعبا الرغبي في صغرهما وشبابهما وهم الرئيس بيل كلينتون في جامعة أوكسفورد في إنجلترا والرئيس جورج دبليو بوش خلال دراسته في المدرسة الثانوية وخلال دراسته في جامعة ييل.

### كرة الطائرة
الكرة الطائرة هي أيضا رياضة ملحوظة في الولايات المتحدة، ولا سيما على الصعيد الجامعي. وتشتهر كثيراً لعبة كرة الطائرة للسيدات أكثر من الرجال.
و يوجد منتخب يمثل الولايات المتحدة لكل من الرجال والنساء في المحفل الدولية.

### كريكيت
ليست رياضة شعبية في الولايات المتحدة وهي لعبة للهواة. تم تشكيل الكريكيت من قبل دول مثل باكستان الهند إنجلترا أستراليا، وجنوب أفريقيا وتعد شعبية في هذه الدول فقظ، حققت نجاحات محدودة في المجتمع الرياضي الأمريكي بسبب تدفق أعداد كبيرة من المهاجرين من البلدان التي تعشق الكريكيت إلى الولايات المتحدة.

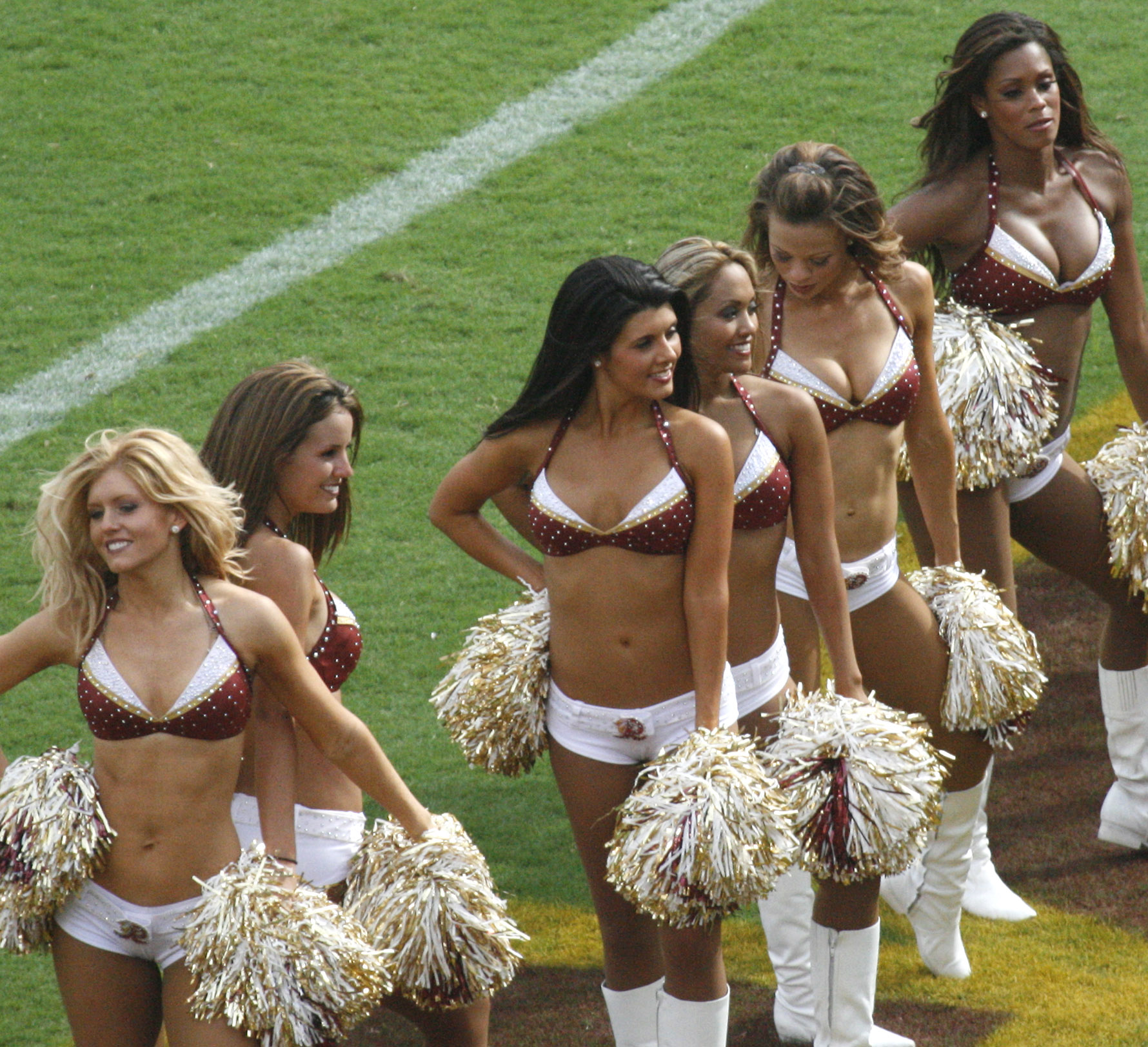
مشجعات في مباراة كرة قدم أمريكية للجامعات قبل بداية المباراة

### التشجيع
التشجيع هو نشاط بدني، ويعامل مثل رياضة حيث أن هناك مسابقات تشجيع منظمة تشترك فيها فرق الجامعات والمدارس وفرق التشجيع الخاصة، وتتراوح العروض عادة من واحد إلى ثلاث دقائق ولكن كل فريق رياضي له مشجعات يشجعن خلال المباراة، ويحتوي التشجيع على القفز، الهبوط، والرقص، والهتاف، والتقديم إلى المشاهدين مباشرة لأحداث روح رياضية وحماسة لتشجيع الفرق الرياضية في ألعاب أو في مشاركة المسابقات.
يسمى اللاعبون واللاعبات بالمشجع أو المشجعة. التشجيع نشأ في الولايات المتحدة، وما زالت هذه الرياضة في الولايات المتحدة الأميركية، حيث يشارك فيه 1.5 مليون من المشجعين والمشجعات.
وقد أدى العرض المتزايد من التشجيع كرياضة إلى جمهور عالمي متزايد وبحلول عام 1997 تم بث منافسة التشجيع لأول مرة من قبل قناة ESPN وتم اطلاق الرياضة إلى المسرح العالمي.و هناك الآن ما يقدر ب 100000 مشارك ومشاركة منتشرين في كل أنحاء العالم بالإضافة إلى الولايات المتحدة في دول مثل أستراليا، كندا، الصين، كولومبيا، فنلندا، فرنسا، ألمانيا، اليابان، وهولندا ونيوزيلندا وفي المملكة المتحدة.

### السباحة
يتصدر السباحون والسباحات الأ؟مريكان قوائم السباحة العالمية وخاصاً في الأولمبياد الصيفية والبطولات العالنية والقارية. حيث أن السباح الأمريكي مايكل فيلبس هو الرياضي الأول والوحيد في العالم للفوز بثمانية ميداليات في دورة أولمبية واحدة وهي الأكثر في العالم وأما بالنسبة لسباحة السيدات فإن السباحات الأمريكيات يحملن العديد من الأرقام القياسية العالمية مثل ناتالي كافلين التي حصلت على ما مجموعه 48 ميدالية في مسابقة دولية منها 11 ميدالية أولمبية. السباحون السباحة هي رياضة تنافسية كبيرة في المدارس الثانوية والمستوى الجامعي.

#### الرياضات الأخرى
تحظى الرياضات الأخرى بشعبية في الولايات المتحدة ومن هذه الرياضات:
- كرة اليد
- كيرلنج
- كرة الماء

و غيرها.